# كام ارتشر
كام ارتشر (بالإنجليزية: Cam Archer)‏ هو كاتب سيناريو ومصور ومخرج أمريكي، ولد في 1981.

## وصلات خارجية
- كام ارتشر على موقع IMDb (الإنجليزية)
- كام ارتشر على موقع ألو سيني (الفرنسية)
- كام ارتشر على موقع أول موفي (الإنجليزية)
- كام ارتشر على موقع قاعدة بيانات الأفلام السويدية (السويدية)
- كام ارتشر على موقع قاعدة بيانات الفيلم (الإنجليزية)
- كام ارتشر على موقع كينوبويسك (الروسية)